# Эверетт, Эдвард
Эдвард Эверетт (англ. Edward Everett; 11 апреля 1794, Дорчестер — 15 января 1865, Бостон) — американский политический и государственный деятель, дипломат, оратор. Эверетт представлял штат Массачусетс в обеих палатах Конгресса, был губернатором Массачусетса, послом в Великобритании и государственным секретарём США.

## Биография
Эдвард Эверетт родился в 1794 году в Дорчестере в семье преподобного Оливера Эверетта, его старший брат Александр Хилл Эверетт также стал известным дипломатом. После смерти отца в 1802 году семья переехала в Бостон. В семнадцать лет Эдвард окончил Гарвардский колледж первым в своём классе. Поначалу он собирался получать юридическое образование, но под влиянием известного в Бостоне проповедника Джозефа Стивенса Бакминстера перешёл за изучение теологии. Ещё до достижения двадцати лет Эверетт стал пастором в церкви на Брэттл-стрит. Его проповедническая деятельность и публикации снискали ему в обществе репутацию видного богослова и полемиста. Однако, испытывая тягу к науке, Эверетт уже в 1815 году отказался от служения и получил место профессора греческой литературы в Гарварде.
Почти пять лет Эверетт провёл в Европе, готовясь к своей новой должности и изучая греческий язык. В январе 1820 года он стал главным редактором первого литературного журнала в США North American Review, для которого в следующие четыре года много писал на разные темы. В 1825 году Эверетт был избран в Палату представителей США от четвёртого избирательного округа Массачусетса. Он был сторонником президента Джона Квинси Адамса и противником его преемника, Эндрю Джексона. В Конгрессе Эверетт активно участвовал во всех важных дебатах, входил во многие парламентские комитеты, в том числе в комитет по иностранным делам на всём протяжении своей каденции.
В 1835 году Эверетт покинул Конгресс и выставил свою кандидатуру на пост губернатора Массачусетса. Он выигрывал выборы в 1836, 1837 и 1838 годах, но в 1839 году проиграл с небольшим отрывом. В годы своего губернаторства Эверетт много занимался реформированием образовательной системы штата. После поражения на выборах он отправился к семье в Европу. Назначение на должность посла США в Великобритании застало его в 1841 году во Флоренции. До конца года Эверетт прибыл в Лондон и приступил к обязанностям. Работа над сложными дипломатическими вопросами — споры о северо-восточных границах и о границе Орегона, захват американских судов у берегов Африки, восстание на «Креоле» — для посла осложнялась частой сменой руководителя государственного департамента в Вашингтоне. За четыре годы его работы на этой должности побывали Уэбстер, Лагри, Апшер, Нельсон, Кэлхун и Бьюкенен. В этот период большинство важнейших переговоров между двумя странами проходили в Вашингтоне со специальным посланником лордом Ашберном.
Вскоре после вступления в должность президента Джеймса Полка в 1845 году Эверетт был отозван из Лондона. С января 1846 по 1849 годы он занимал пост президента Гарвардского колледжа. После смерти своего друга Дэниэла Уэбстера, которого Эверетт считал своим наставником, он занял должность государственного секретаря США, в которой проработал несколько месяцев до завершения срока президентских полномочий Милларда Филлмора. В 1853 году Эверетт был избран в Сенат от Массачусетса. Из-за ухудшения здоровья он уже в мае 1854 года вынужден был отказаться от сенаторского кресла и уйти из политики.
После ухода из политики Эверетт много выступал с речами по всей стране. Его часовые монологи пользовались большой популярностью. На рассказах о Джордже Вашингтоне он собрал более ста тысяч долларов, на которые приобрёл старую усадьбу Вашингтона в Маунт-Верноне. Также Эверетт составил биографический очерк о Вашингтоне для Энциклопедии Британники, который был опубликован отдельно в 1860 году. В том же 1860 году новая партия Конституционного Союза выдвинула Эверетта на должность вице-президента, однако его тандем с Джоном Беллом из Тенесси, претендовавшим на президентский пост, набрал лишь 39 голосов избирателей. Во время Гражданской войны Эверетт был активным сторонником федерального правительства и часто выступал с речами в его поддержку. Одну из последних своих речей он прочитал на солдатском кладбище Геттисберга непосредственно перед знаменитой речью Линкольна. 9 января 1865 года, выступая в Бостоне на сборе средств для бедноты Юга, Эверетт сильно простудился и уже 15 января скончался.